# Manouchehr Khosrodad

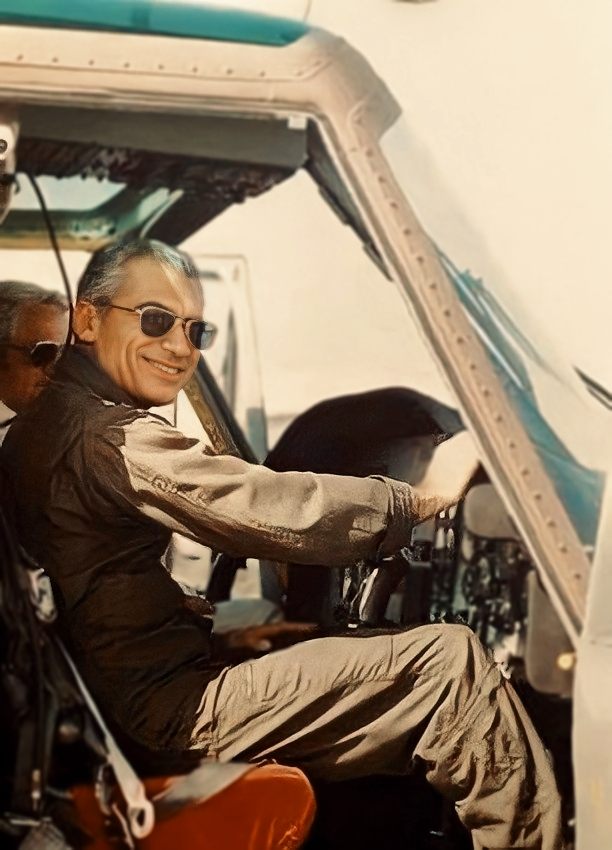
Khosrodad

Manouchehr Khosrodad, född 1927, död 16 februari 1979, var en iransk generalmajor och anhängare till hans majestät Mohammad Reza Shah Pahlavi och avrättades i anslutning till Iranska revolutionen.